# Lasioglossum fuscipenne
Lasioglossum fuscipenne är en biart som först beskrevs av Smith 1853.  Lasioglossum fuscipenne ingår i släktet smalbin, och familjen vägbin. Inga underarter finns listade i Catalogue of Life.

## Beskrivning
Ett svart, avlångt bi med kort, gles, blekgul behåring på ovansidan, mera rent vit på sidor och undersida. På tergit (segmenten på ovansidans bakkropp) 2 till 4 finns täta, blekgula hårband i framkanterna. Kroppslängden är omkring 9 mm för honan, 8 mm för hanen.

## Ekologi
Lasioglossum fuscipenne är en solitär art, där honan ensam bygger larvbona och samlar in föda till dem.
Arten, som flyger mellan april och november, är polylektisk, den besöker blommande växter från flera familjer: Sumakväxter, järnekssläktet, korgblommiga växter, Clethraceae (en familj i ljungordningen, ljungväxter, videväxter, rosväxter och stenbräckeväxter.

## Utbredning
Utbredningsområdet omfattar Nordamerika från Nova Scotia till Ontario i Kanada och söderöver till Texas och Florida i USA.